# Eva Zeidler
Eva Zeidler (geborene Schmitt, * 12. August 1928; † 30. Dezember 2013 in Heusenstamm) war eine deutsche Schauspielerin und Autorin von Bühnenstücken.

## Theaterstücke (Auswahl)
- Neulich bei den Schönborns, 1983
- Das große Ereignis, 2002
- Durchs Fenster der Geschichte[2]

## Filmografie (Auswahl)
- 1971–1973: Unser Dorf (Fernsehserie)
- 1982: Ein Fall für zwei – Nervenkrieg
- 1984: Bei Mudder Liesl (Fernsehserie)
- 1991: Fremde, liebe Fremde
- 1997: Tatort – Akt in der Sonne
- 2009: Tatort – Neuland
- 2011: Babycall
- 2012: Heiter bis tödlich: Nordisch herb (Fernsehserie, eine Folge)
- 2013: Die andere Heimat – Chronik einer Sehnsucht
- 2015: Tiefe Wunden – Ein Taunuskrimi